# 山本尚弘
山本 尚弘（やまもと なおひろ、1972年10月25日 - ）は、日本の元俳優、元声優。

## 来歴
兵庫県西脇市生まれ。大阪府松原市育ち。
『赤い光弾ジリオン』における関俊彦の演技に感銘し、声優を志した。
劇団Peek-a-Boo所属・副代表を務めていたが、2014年2月9日付で退団。
かつてはぷろだくしょんバオバブに所属していた。バオバブ学園（現：ビジュアル・スペース俳優養成所）9期生。

## 人物
音域はE-C。方言は大阪弁。
劇団「Peek-a-Boo」にて舞台俳優として活動し、若者から老人、動物まで幅広い役をこなす。
2013年12月に旗揚げ時から所属していた劇団『Peek-a-boo』退団の意思を関係者に発表、2014年2月18日のファンクラブ会報で正式発表した。ファンクラブ会報には「泣く泣く退団することにした」とのコメントと共に「役者をやめる」との発言も。今後は「外から劇団Peek-a-Booを応援していく」と発言している。
趣味はダーツ、ゲーム、演劇鑑賞、格闘技観戦、チャット、麻雀。特技はトランプマジック、クイズ、日曜大工。
資格は普通免許。

## 出演作品

### テレビアニメ
- しましまとらのしまじろう（1998年）
- KAIKANフレーズ（1999年、マサキ）
- THE ビッグオー（1999年 - 2003年） - 2シリーズ
- Bビーダマン爆外伝V（1999年、のぶしボンA、しみんボンA）
- ワイルドアームズ トワイライトヴェノム（1999年、男A）
- ゾイド -ZOIDS-（2000年、メッテルニヒ）
- 爆転シュート ベイブレード（2001年、ジャイ、コック1）
- はじめの一歩（2001年、商店街の人、観客、千堂のセコンド）
- 名探偵コナン（2002年、面谷峰男）

### OVA
- 銀河英雄伝説外伝 決闘者（2000年）
- 銀河英雄伝説外伝 奪還者（2000年）
- sin THE MOVIE（2000年、隊員）

### ゲーム
- 黒い瞳のノア（1999年、魔神、ナレーション）
- シェンムー（1999年、青木基幸、長島哲也、根本純一郎）
- 70年代風ロボットアニメ ゲッP-X（1999年、アトランジャー）
- 家族計画 〜心の絆〜（2001年、添田）

### ドラマCD
- ヴァイス・クロイツ Dramatic Precious 1st stage 〜SLEEPLESS NIGHT〜（組員）
- 頭文字D（工員）
- 黒い瞳のノア（ベルナール）
- ピノッチアのみる夢

### BLCD
- 恋の診察室 1（医者仲間B）
- 恋の診察室 2〜診療時間〜（組員B 他）
- ツーリング・エクスプレス〜フローレンス（実行部隊員A）

### 吹き替え

#### 映画
- ウェストン家の奇蹟（バイク野郎2）
- エンド・オブ・ザ・センチュリー（メイベス1）
- オゾンクライシス（東洋系の看護士）
- 偽造（ポニーテール男）
- GO!GO!L.A.（ビリー）
- コマンドライン グッバイ・アメリカ（海軍兵士2）
- 死霊のはらわた 最・終・章（デューク）
- スターゲイト・ミレニアム（ジョン）
- 第三双生児（オリバー）
- ダイナサウルス（記者1）
- ダブル・クラッシュ 激走!炎の大捜査線（刑事）
- ダブル・ターゲット 地獄の標的（ピッツ）
- トレイン・ジャック オリエント急行（テロリスト#4）
- バレンタイン・デイ（ジム）
- プロポーズ（ホッジマン）
- ブロンクス 破滅の銃声（売人）
- モータルコンバット2

#### ドラマ
- サブリナ（配達人）
- ハイ・インシデント/警察ファイルJ（巡査）
- ハイテク武装車バイパー2（軍曹）
- ロストワールド 〜失われた世界〜（男3）

#### アニメ
- デクスターズラボ（パパ、モンキー）※初レギュラー
- パワーパフガールズ アンダーグラウンド（スネーク、スキニー）

### 舞台
- 俺達はペ天使だ!（エンジ）
- 訪問者（辻）
- sky（劇団第三反抗期解散公演 2001年）
- ASSH 第14回公演「白キ肌ノケモノ」（2011年8月3日-7日、新宿シアターモリエール）

以下は副代表を務める「劇団Peek-a-Boo」によるもの。
- 旗揚げ公演「みつけた!」(2002年9月）
- 第2回公演「"KOBUSHI"」(2003年5月）
- 第3回公演「よろこんで!」(2003年11月)
- 第4回公演「さるさるウキキ・〜しっぽの先まで恋してる〜」(2004年7月)
- 第5回公演「テロしちゃうぞ」(2004年12月)
- 第6回公演「Yell〜たとえ君に届かなくても〜」(2005年5月)
- 第7回公演「太陽はノイローゼ」(2005年11月)
- 第8回公演「ピクニック」(2006年6月)…観客動員1200人突破
- 第9回公演「カバディ」(2007年3月)
- 第10回公演「ONE!」(2007年9月)
- 第11回公演「ピース!!!」(2008年6月)
- 第12回公演　「コスモス」(2008年9月)
- 第13回公演 11月15日の夜空に(2009年9月)…第21回池袋演劇祭大賞受賞。
- PKB48公演「Snowball Earth」(2010年4月)

劇団居酒屋ベースボール、脚本家の小林雄次、ゲストとして唐橋充が出演した、Peek-a-Boo初のプロデュース公演(劇団Peek-a-Booのサイトより引用)
- 池袋演劇祭大賞受賞公演「11月15日の夜空に」(2010年10月)…第21回池袋演劇祭大賞受賞　副賞として池袋「あうるすぽっと」で上演。劇団旗揚げ10周年記念公演第1弾。
- 第14回公演「Yell 〜たとえ君に届かなくても〜」…第22回池袋演劇祭参加作品。劇団旗揚げ10周年記念公演第2弾。観客動員2000人突破。
- 第15回公演「TRIPLE」(2011年5月)…主人公が男Ver,女Verに分かれた画期的な作品。セラピスト役として重要な位置づけを務めた。
- 第16回公演「俺たちはぺ天使だ！」(2012年7月）
- 第17回公演「Turn-over」(2013年4月)